# Queen + Adam Lambert 2017 European Tour
Queen + Adam Lambert 2017 European Tour – ósma trasa koncertowa zespołu Queen + Adam Lambert i czwarta w Europie, która odbyła się jesienią 2017 roku. Tournée obejmowało 26 koncertów.
6 listopada grupa Queen z Adamem Lambertem wystąpili w Atlas Arenie w Łodzi, w Polsce.

## Program koncertów
1. „We Will Rock You” (intro)
2. „Hammer to Fall”
3. „Stone Cold Crazy”
4. „Tie Your Mother Down”
5. „Another One Bites the Dust”
6. „Fat Bottomed Girls”
7. „Killer Queen”
8. „Don’t Stop Me Now”
9. „Bicycle Race”
10. „I’m in Love with My Car”
11. „Get Down, Make Love”
12. „I Want It All”
13. „Love of My Life”
14. „Somebody to Love”
15. „Crazy Little Thing Called Love”
16. „Drum battle”
17. „Under Pressure”
18. „I Want to Break Free”
19. „You Take My Breath Away” (intro)
20. „Who Wants to Live Forever”
21. „Guitar solo”
22. „Radio Ga Ga”
23. „Bohemian Rhapsody”
24. „Eeoo” Freddiego Mercury’ego (stadion Wembley, 1986)
25. „We Will Rock You”
26. „We Are the Champions”
27. „God Save the Queen”

Rzadziej grane
1. „Two Fux” (Anglia, Szkocja)
2. „Whataya Want from Me”
3. „It’s Late”
4. „Spread Your Wings”
5. „A Kind of Magic”
6. „These Are the Days of Our Lives” (Liverpool, Birmingham)
7. „Tavaszi szél vizet áraszt” (Budapeszt)
8. „You’ve Got to Hide Your Love Away” (Liverpool)
9. „Leaning on a Lamppost” (Manchester)

## Lista koncertów
1. 1 listopada: Praga, Czechy – O2 Arena
2. 2 listopada: Monachium, Niemcy – Olympiahalle
3. 4 listopada: Budapeszt, Węgry – Papp László Budapest Sportaréna
4. 6 listopada: Łódź, Polska – Atlas Arena
5. 8 listopada: Wiedeń, Austria – Wiener Stadthalle
6. 10 listopada: Bolonia, Włochy – Unipol Arena
7. 12 listopada: Luksemburg – Amneville Galaxie
8. 13 listopada: Amsterdam, Holandia – Ziggo Dome
9. 17 listopada: Kowno, Litwa – Žalgiris Arena
10. 19 listopada: Helsinki, Finlandia – Hartwall Arena
11. 21 listopada: Sztokholm, Szwecja – Friends Arena
12. 22 listopada: Kopenhaga, Dania – Royal Arena
13. 25 listopada: Dublin, Irlandia – 3Point Arena
14. 26 listopada: Belfast, Irlandia – SSE Arena
15. 28 listopada: Liverpool, Anglia – Echo Arena
16. 30 listopada: Birmingham, Anglia – Barclaycard Arena
17. 1 grudnia: Newcastle, Anglia – Metro Radio Arena
18. 3 grudnia: Glasgow, Szkocja – The SSE Hydro
19. 5 grudnia: Nottingham, Anglia – Motorpoint Arena
20. 6 grudnia: Leeds, Anglia – First Direct Arena
21. 8 grudnia: Sheffield, Anglia – Motorpoint Arena
22. 9 grudnia: Manchester, Anglia – Manchester Arena
23. 12 grudnia: Londyn, Anglia – O2 Arena
24. 13 grudnia: Londyn, Anglia – O2 Arena
25. 15 grudnia: Londyn, Anglia – The SSE Arena
26. 16 grudnia: Birmingham, Anglia – Barclaycard Arena